# ゴラン・レルジッチ
ゴラン・レルジッチ（Goran Reljić、1984年3月20日 - ）は、クロアチアの男性総合格闘家。ザダル出身。ユニバーシティ・オブ・ファイティング所属。元KSWライトヘビー級王者。ゴラン・レリッジとも表記される。

## 来歴
2007年、グレイシー柔術ヨーロッパ選手権93kg級で優勝を果たした。
2008年5月24日、UFCデビュー戦。UFC 84でウィウソン・ゴヴェイアと対戦し、パウンドでTKO勝ち。ファイト・オブ・ザ・ナイトを受賞した。
2010年2月20日、ミドル級に転向。階級変更後の初戦となったUFC 110でCB・ダラウェイと対戦し、0-3の判定負けでキャリア初黒星を喫した。
2010年7月3日、UFC 116でケンドール・グローブと対戦し、1-2の判定負けを喫した。
2010年11月13日、UFC 122でクシシュトフ・ソシンスキーと対戦し、0-3の判定負け。その後、階級をライトヘビー級に戻した。
2014年12月6日、KSW 29: Reloadで、トマシュ・ナルクンと対戦し、3R判定勝ち。
2015年5月23日、KSW 31: Materla vs. Drwalで、KSWライトヘビー級タイトルマッチを行い、王者アッティラ・ベグに3R判定勝ち。KSWライトヘビー級王者となった。
2015年11月、RIZIN FIGHTING WORLD GRAND-PRIX 2015への参戦が発表された。
2015年12月29日、RIZIN FIGHTING WORLD GRAND-PRIX 2015 さいたま3DAYSのRIZINヘビー級トーナメント2015に出場。1回戦でワジム・ネムコフと対戦。ダウンを奪われ、パウンドで1RKO負けを喫した。

## 戦績
| 総合格闘技 戦績 | 総合格闘技 戦績 | 総合格闘技 戦績 | 総合格闘技 戦績 | 総合格闘技 戦績 | 総合格闘技 戦績 | 総合格闘技 戦績 |
| --------------- | --------------- | --------------- | --------------- | --------------- | --------------- | --------------- |
| 21 試合         | (T)KO           | 一本            | 判定            | その他          | 引き分け        | 無効試合        |
| 15 勝           | 5               | 5               | 5               | 0               | 0               | 0               |
| 6 敗            | 2               | 0               | 4               | 0               | 0               | 0               |

| 勝敗 | 対戦相手                   | 試合結果                            | 大会名                                                                           | 開催年月日     |
| ×    | ワジム・ネムコフ           | 1R 2:58 KO（右ストレート→パウンド） | RIZIN FIGHTING WORLD GRAND-PRIX 2015 さいたま3DAYS 【100kg級トーナメント 1回戦】 | 2015年12月29日 |
| ×    | トマシュ・ナルクン         | 1R 1:55 KO（右フック→パウンド）     | KSW 32: Road to Wembley 【KSWライトヘビー級タイトルマッチ】                      | 2015年10月31日 |
| ○    | アッティラ・ベグ           | 5分3R終了 判定2-1                   | KSW 31: Materla vs. Drwal 【KSWライトヘビー級王座決定戦】                        | 2015年5月23日  |
| ○    | トマシュ・ナルクン         | 5分3R終了 判定2-0                   | KSW 29: Reload                                                                   | 2014年12月6日  |
| ○    | カロル・セリンスキ         | 5分3R終了 判定3-0                   | KSW 26: Materla vs. Silva                                                        | 2014年3月22日  |
| ○    | ニコライ・オソキン         | 1R 0:46 TKO（ボディへの蹴り）       | Draka 13: Governor's Cup 2013                                                    | 2013年8月30日  |
| ×    | ヤン・ブラホヴィッチ       | 5分3R終了 判定0-3                   | KSW 22: Pride Time 【KSWライトヘビー級タイトルマッチ】                           | 2013年3月16日  |
| ○    | ガジ・マゴメドフ           | 3分4R終了 判定3-0                   | Draka 8: Governor's Cup 2012                                                     | 2012年8月11日  |
| ○    | ロジェント・リョレト       | 1R 3:02 TKO（パンチ連打）           | SHC 5: Llorent vs. Reljic                                                        | 2012年3月24日  |
| ○    | ゴラン・スチェパノビッチ   | 1R 1:31 TKO（パンチ連打）           | BFN: Fight Night 6                                                               | 2011年10月7日  |
| ×    | クシシュトフ・ソシンスキー | 5分3R終了 判定0-3                   | UFC 122: Marquardt vs. Okami                                                     | 2010年11月13日 |
| ×    | ケンドール・グローブ       | 5分3R終了 判定1-2                   | UFC 116: Lesnar vs. Carwin                                                       | 2010年7月3日   |
| ×    | CB・ダラウェイ             | 5分3R終了 判定0-3                   | UFC 110: Nogueira vs. Velasquez                                                  | 2010年2月20日  |
| ○    | ウィウソン・ゴヴェイア     | 2R 3:15 TKO（パウンド）             | UFC 84: Ill Will                                                                 | 2008年5月24日  |
| ○    | ヴァルデマル・ゴリンスキ   | 5分2R終了 判定3-0                   | Boxing Explosion 2                                                               | 2007年8月2日   |
| ○    | トメク・スミコウスキー     | 1R 腕ひしぎ十字固め                 | CF: The Real Deal                                                                | 2007年5月5日   |
| ○    | ペートル・ケルナー         | 腕ひしぎ十字固め                    | Ultimate Fight: Challenge 1                                                      | 2006年12月9日  |
| ○    | ボヤン・ミハイロヴィチ     | 1R チキンウィングアームロック       | Noc Skorpiona 3                                                                  | 2006年2月18日  |
| ○    | ネナド・デュリッチ         | 2R TKO                              | Noc Skorpiona 1                                                                  | 2005年4月29日  |
| ○    | アンドレイ・ブレガル       | 1R 1:52 肩固め                      | Trboulje 1: Croatia vs. Slovenia                                                 | 2004年11月5日  |
| ○    | ボヤン・スパレヴィチ       | 1R 腕ひしぎ十字固め                 | Ultimate Fight Dubravc                                                           | 2004年4月4日   |

## 獲得タイトル
- グレイシー柔術ヨーロッパ選手権 93kg級 優勝（2007年）
- 第4代KSWライトヘビー級王座（2015年）

## 表彰
- ブラジリアン柔術 黒帯
- UFC ファイト・オブ・ザ・ナイト（1回）